# Saab 21R
Saab 21R là một loại máy bay tiêm kích/cường kích đuôi xà kép của Thụy Điển do SAAB chế tạo. Đây là loại máy bay trang bị động cơ phản lực được phát triển từ loại Saab 21 động cơ piston. Với vai trò tiêm kích nó tên mã định danh là J 21R, được trang bị vào cuối thập niên 1940.

## Thiết kế và phát triển
21R được trang bị một động cơ phản lực de Havilland Goblin 3 (RM 1) và là máy bay trang bị động cơ phản lực đầu tiên do Thụy Điển tự phát triển và chế tạo.
Có vài điểm khác biệt đáng chú ý giữa 21A và 21R, ngoài động cơ thì có một điểm đáng chú ý là cánh đuôi ngang đã được nâng lên đỉnh của cánh thăng bằng đứng, chuyển nó khỏi đường khí xả của động cơ.

## Lịch sử hoạt động
Mẫu thử đầu tiên của Saab 21R bay ngày 10/3/1947. Nó được đưa vào biên chế của F10 vào tháng 8/1950. Kiểu máy bay này có dự định ban đầu chỉ là máy bay tiêm kích, nhưng một mẫu máy bay mới đã được phát triển là Saab J 29 bay lần đầu vào 10/1948, với sự xuất hiện của J 29, số lượng 21R được sản xuất bị giảm một nửa từ 120 chiếc xuống 60 chiếc, và thậm chí tất cả những chiếc 21R đã bị chuyển đổi thành máy bay cường kích với tên gọi A 21RA hay A 21RB tùy thuộc vào loại động cơ sử dụng.

## Biến thể
J 21RA / A 21RA
Loạt sản xuất đầu tiên, trang bị động cơ của Anh, 34 được chế tạo vào năm 1950 (gồm cả bốn mẫu thử), ngừng hoạt động năm 1953.
J 21RB / A 21RB
Loạt sản xuất thứ hai, trang bị động cơ của Thụy Điển, 30 được chế tạo từ năm 1950 đến 1952, ngừng hoạt động năm 1956.

## Quốc gia sử dụng
Thụy Điển
- Không quân Thụy Điển

## Tính năng kỹ chiến thuật (Saab 21RA)
Dữ liệu lấy từ Attack and Interceptor Jets

### Đặc điểm riêng
- Tổ lái: 1
- Chiều dài: 10,45 m (34 ft 3 in)
- Sải cánh: 11,37 m (37 ft 4 in)
- Chiều cao: 2,90 m (9 ft 8 in)
- Trọng lượng rỗng: 3.200 kg (7.055 lb)
- Trọng lượng cất cánh tối đa: 5.000 kg (11.023 lb)
- Động cơ: 1 động cơ phản lực de Havilland Goblin 2, lực đẩy 13,8 kN (3.100 lbf)

### Hiệu suất bay
- Vận tốc cực đại: 800 km/h (497 mph)
- Vận tốc hành trình:
- Tầm bay: 720 km (450 mi)
- Trần bay: 12.000 m (39.400 ft)
- Chiều dài quãng đường cất cánh: 650 m (2.133 ft)

### Vũ khí
- 1 pháo 20 mm Bofors
- 4 súng máy 13.2 mm M/39A
- Thùng súng máy gắn giữa thân chưa một khẩu 8x 13.2 mm M/39A
- Giá treo ở cánh mang 10x 100 mm hoặc 5x 180 mm rocket Bofors, hoặc 10x rocket chống tăng 80 mm

### Máy bay có cùng sự phát triển
- Saab 21

### Máy bay có tính năng tương đương
- Kyūshū J7W
- Curtiss XP-55 Ascender
- de Havilland Vampire
- Saab 21